# Фауз Ель Ашабі
Пані Фауз Ель Ашабі (фр. Faouz El Achabi) (22 квітня 1956, Кенітра) — марокканський дипломат. Надзвичайний і Повноважний Посол Марокко в Україні та в Грузії за сумісництвом.

## Життєпис
Народилася 22 квітня 1956 року в Кенітра. Магістр приватного права, Університет ім. Мохаммеда V в Рабаті.
Вона займала ряд посад у Міністерстві закордонних справ та співробітництва Марокко.
У 1982 році — віце-консул при Генеральному консульстві Марокко в Монреалі.
У 1990—1997 рр. — заступник консула в Генеральному консульстві Королівства Марокко в Бордо.
У 1998 році — вона повернулася в Марокко, де займала кілька відповідальних посад.
У 1999 році — призначена начальником відділу людських ресурсів МЗС Марокко.
У 2001—2005 рр. — призначена Генеральним консулом в Ренні.
У 2006—2011 рр. — призначена Генеральним консулом у Орлеані.
У 2011—2017 рр. — Надзвичайний і Повноважний Посол Королівства Марокко в Румунії та Республіці Молдова за сумісництвом.
З 20 квітня 2018 року — Надзвичайний і Повноважний Посол Королівства Марокко в Україні та Грузії за сумісництвом.
19 липня 2018 року — вручила вірчі грамоти Президенту України Петрові Порошенку.